# 賓夕法尼亞大學文理學院
賓夕法尼亞大學文理學院（英語：University of Pennsylvania School of Arts and Sciences）是賓夕法尼亞大學人文科學、社會科學和自然科學所屬的學院，它的前身被稱為賓夕法尼亞大學文理學部（英語：Faculty of Arts and Sciences）。1755年本傑明·富蘭克林的費城學院為成立賓大文理學院鋪平了道路，該學院原本只招收男生，後於1933年成立了女子文理學院，其目的是向婦女提供正規的文科教育，而不是專門為教師設計的教育。1974年，女性學院、CAS、LPS和沃頓商學院的四個社會科學系合併，成為了如今的賓大文理學部。兩年後，它改名為文理學院。
賓夕法尼亞大學文理學院研究生部的歷史可以追溯到1882年，當時賓夕法尼亞大學首次任命教職員工成立了哲學系。賓夕法尼亞大學於1892年首次為教師提供課程，為最終成立LPS學院（原稱通識學院）的成立奠定了基礎
。

## 外部連結
- Official Site （页面存档备份，存于）
- The College of Arts and Sciences （页面存档备份，存于）